# Lipasa

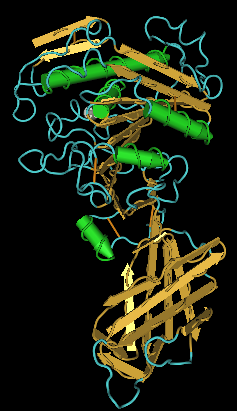
Una imagen generada por computadora de un tipo de lipasa pancreática (PLRP2) del conejillo de Indias..

Las lipasas son una familia de enzimas que  hidrolizan los enlaces ester de los lípidos y liberan ácidos grasos libres. Pueden actuar sobre trigliceridos (triacilglicerol lipasa), o fosfolípidos (fosfolipasa). Su especificidad de sustrato varía dependiendo de la lipasa específica que se considere. Las lipasas se encuentran ampliamente distribuidas en la naturaleza y están presentes en plantas, animales y microorganismos. Desempeñan funciones esenciales en la digestión, el transporte y el procesamiento de lípidos en la mayor parte de los seres vivos. El organismo humano produce diferentes lipasas, una de ellas es la lipasa pancreática, de gran importancia para hacer posible la absorción intestinal de las grasas procedentes de la ingesta, 
la leche materna humana contiene una lipasa que facilita la digestión de la grasa por el lactante. 
Las aplicaciones que tienen las lipasas en la industria actual son múltiples, entre ellas, fabricación de detergentes, industria química, farmacéutica, alimentaria, síntesis de polímeros y producción de biodiésel.

## Lipasas humanas
- Lipasa pancreática. Actúa en el intestino, donde con ayuda de los ácidos biliares descompone los triglicéridos en ácidos grasos libres que se absorben directamente a través de la membrana celular de los enterocitos.
- Lipasa lingual. La enzima, liberada en la boca junto con la saliva, cataliza la primera reacción en la digestión de los lípidos de la dieta.[2]
- Lipasa gástrica.
- Lipoproteinlipasa. Está enzima hidroliza a los triglicéridos de los quilomicrones y lipoproteínas de muy baja densidad, y los descompone a ácidos grasos libres y glicerol, liberándolos en músculo y tejido adiposo.[3]
- Lipasa endotelial.
- Lipasa hepática. Es una fosfolipasa con alguna actividad de trigliceridolipasa.
- Lipasa ácida lisosomal. Es una glicoproteína que actúa como enzima con una acción colesterol éster hidrolasa, desempeña un importante papel en el metabolismo del colesterol. Está codificada en el gen LIPA (OMIM: 613497).[4] [5]
- Lipasa sensible a hormonas.

## Lipasas en la fabricación de queso
En los quesos maduros, las lipasas provenientes de diferentes fuentes como la leche, cuajo y cultivos iniciadores que contienen bacterias y mohos, actúan produciendo ácidos grasos libres, fenómeno de gran importancia para que los quesos alcancen su textura y sabor característico. En la primera semana de maduración la lipolisis tiene lugar principalmente por la acción de las lipasas presentes en la leche, a partir de la primera semana entran en acción las lipasas procedentes de microorganismos, en el caso de los quesos azules son lipasas de origen fúngico, por ejemplo las que produce Penicillium roqueforti que causa una lipolisis extensa. Sin embargo en otros quesos como el Gouda, Gruyer o Cheddar, la lipolisis no debe sobrepasar el 2%.

## Lipasas en venenos de serpientes
Los venenos de serpiente contiene numerosas sustancias con actividad biológica, algunas de ellas pertecen a la familia de las fosfolipasas A2 (PLA2, EC 3.1.1.4) que actúan hidrolizando fosfolípidos y produciendo ácidos grasos y lisofosfolípidos. Las fosfolipasas A2 de los venenos de serpiente provocan diferentes efectos, tienen acción miotóxica, anticoagulante, neurotóxica, cardiotóxica, propiedades antibacterianas, antivíricas y antitumorales.